# Хуго фон Хахберг-Заузенберг
Хуго фон Хахберг-Заузенберг (на немски: Hugo von Hachberg-Sausenberg, † 1444) е съ-маркграф на Хахберг-Заузенберг от 1441 до 1444 г.

## Биография
Той е малкият син на Вилхелм фон Хахберг-Заузенберг и Елизабет от Монфорт-Брегенц.
Баща му абдикира през 1441 г. в полза на още малолетните му синове Рудолф IV и Хуго. Управлението поема като опекун граф Йохан фон Фрайбург-Ньошател. Хуго умира три години след това (1444) без наследник и брат му поема сам управлението.